# Synodontis schall
Synodontis schall és una espècie de peix de la família dels mochòkids i de l'ordre dels siluriformes.

## Morfologia
Els mascles poden assolir els 49 cm de llargària total.

## Distribució geogràfica
Es troba a Àfrica: conca del riu Nil, Guinea, Sierra Leone i Libèria.